# Dayton (Ohio)
Dayton is een stad in de Amerikaanse staat Ohio en telt 137.644 inwoners. Het is hiermee de 202e stad in de Verenigde Staten (2020). De oppervlakte bedraagt 144,5 km², waarmee het de 123e stad is.

## Demografie
Van de bevolking is 12 % ouder dan 65 jaar en bestaat voor 36,8 % uit eenpersoonshuishoudens. De werkloosheid bedraagt 6,5 % (cijfers volkstelling 2000).
Ongeveer 1,6 % van de bevolking van Dayton bestaat uit hispanics en latino's, 43,1 % is van Afrikaanse oorsprong en 0,6 % van Aziatische oorsprong.
Het aantal inwoners daalde van 182.393 in 1990 naar 166.179 in 2000 en naar 137.644 in 2020..

## Klimaat
In januari is de gemiddelde temperatuur -3,3 °C, in juli is dat 23,4 °C. Jaarlijks valt er gemiddeld 930,7 mm neerslag (gegevens op basis van de meetperiode 1961-1990).

## Luchtvaartmuseum
Bij de plaats ligt het National Museum of the United States Air Force op de Wright-Patterson Air Force Base. Tot 2004 stond het museum bekend als United States Air Force Museum. De collectie bestaat uit meer dan 360 vliegtuigen en raketten vanaf het prille begin van de luchtvaart. Naast vliegtuigen die daadwerkelijk in productie zijn geweest heeft het ook een verzameling experimentele vliegtuigen en toestellen die door Amerikaanse presidenten zijn gebruikt. Per jaar trekt het meer dan 1 miljoen bezoekers. 

## Varia
- Dayton was de woonplaats van de gebroeders Wright.
- In november 1995 vonden op de Wright-Patterson Air Force Base onderhandelingen plaats die later zouden leiden tot het Verdrag van Dayton en dat een einde maakte aan de Bosnische Oorlog.
- Verschillende indie-muzikanten, waaronder Robert Pollard (Guided by Voices) en tweelingzussen Kim en Kelley Deal (The Breeders, Pixies), zijn geboren in Dayton.

## Partnersteden
- Augsburg (Duitsland)
- Holon (Israël)
- Monrovia (Liberia)
- Oiso (Japan)
- Sarajevo (Bosnië en Herzegovina)

## Plaatsen in de nabije omgeving
De onderstaande figuur toont nabijgelegen plaatsen in een straal van 8 km rond Dayton.

## Bekende inwoners van Dayton

### Geboren
- Orville Wright (1871-1948), luchtvaartpionier
- Paul Laurence Dunbar (1872-1906), auteur
- Dorothy Gish (1898-1968), actrice
- Virginia d'Albert-Lake (1910?-1997), Amerikaans lid van het Franse verzet
- Booty Wood (1919-1987), jazztrombonist
- Snooky Young (1919-2011), jazzmuzikant en zanger
- Jonathan Winters (1925-2013), (stem)acteur en komiek
- Tom Aldredge (1928-2011), acteur
- Dorothy Stang (1931-2005), rooms-katholieke non en mensenrechtenstrijder
- Martin Sheen (1940), acteur
- Tommy James (1947), zanger, musicus en producent (Tommy James and the Shondells)
- Thomas Francis Murphy (1953), acteur
- Edwin Moses (1955), hordeloper en olympisch kampioen
- Steve Gibson (1955), computerfanaat, software engineer en beveiligingsonderzoeker
- Ned Bellamy (1957), acteur
- Nancy Cartwright (1957) actrice, comédienne en stemactrice
- Robert Pollard (1957), muzikant (Guided by Voices) en collagekunstenaar
- Allison Janney (1959), actrice
- Kim Deal (1961), muzikante
- Kelley Deal (1961), muzikante
- LaVonna Martin (1966), hordeloopster
- Chad Lowe (1968), acteur, filmregisseur en filmproducent
- Vincent M. Ward (1971), acteur
- Sunny Doench (1972), actrice en zangeres
- Sherri Saum (1974), actrice
- Luke Grimes (1984), acteur